# Gran Premio motociclistico del Qatar 2006
Il Gran Premio motociclistico del Qatar 2006 corso l'8 aprile, è stato il secondo Gran Premio della stagione 2006 del motomondiale e ha visto vincere: la Yamaha di Valentino Rossi in MotoGP, Jorge Lorenzo nella classe 250 e Álvaro Bautista nella classe 125.

## MotoGP

### Qualifiche
| Pos. | Nº | Pilota            | Moto     | Tempo    | Distacco |
| ---- | -- | ----------------- | -------- | -------- | -------- |
| 1    | 27 | Casey Stoner      | Honda    | 1'55.683 |          |
| 2    | 65 | Loris Capirossi   | Ducati   | 1'55.721 | 0.038    |
| 3    | 24 | Toni Elías        | Honda    | 1'55.735 | 0.052    |
| 4    | 69 | Nicky Hayden      | Honda    | 1'55.793 | 0.110    |
| 5    | 26 | Daniel Pedrosa    | Honda    | 1'56.008 | 0.325    |
| 6    | 46 | Valentino Rossi   | Yamaha   | 1'56.076 | 0.393    |
| 7    | 5  | Sete Gibernau     | Ducati   | 1'56.177 | 0.494    |
| 8    | 5  | Colin Edwards     | Yamaha   | 1'56.230 | 0.547    |
| 9    | 56 | Shin'ya Nakano    | Kawasaki | 1'56.237 | 0.554    |
| 10   | 10 | Kenny Roberts Jr  | KR211V   | 1'56.272 | 0.589    |
| 11   | 71 | Chris Vermeulen   | Suzuki   | 1'56.356 | 0.673    |
| 12   | 33 | Marco Melandri    | Honda    | 1'56.822 | 1.139    |
| 13   | 21 | John Hopkins      | Suzuki   | 1'56.981 | 1.298    |
| 14   | 7  | Carlos Checa      | Yamaha   | 1'57.299 | 1.616    |
| 15   | 17 | Randy de Puniet   | Kawasaki | 1'57.822 | 2.139    |
| 16   | 6  | Makoto Tamada     | Honda    | 1'57.891 | 2.208    |
| 17   | 77 | James Ellison     | Yamaha   | 1'58.674 | 2.991    |
| 18   | 66 | Alex Hofmann      | Ducati   | 1'59.591 | 3.908    |
| 19   | 30 | José Luis Cardoso | Ducati   | 1'59.733 | 4.050    |

### Gara

#### Arrivati al traguardo
| Pos | Nº | Pilota            | Squadra              | Motocicletta | Giri | Tempo     | Griglia | Punti |
| --- | -- | ----------------- | -------------------- | ------------ | ---- | --------- | ------- | ----- |
| 1   | 46 | Valentino Rossi   | Camel Yamaha         | Yamaha       | 22   | 43:22.229 | 6       | 25    |
| 2   | 69 | Nicky Hayden      | Repsol Honda         | Honda        | 22   | +0.900    | 4       | 20    |
| 3   | 65 | Loris Capirossi   | Ducati Marlboro      | Ducati       | 22   | +1.494    | 2       | 16    |
| 4   | 15 | Sete Gibernau     | Ducati Marlboro      | Ducati       | 22   | +4.638    | 7       | 13    |
| 5   | 27 | Casey Stoner      | Honda LCR            | Honda        | 22   | +7.575    | 1       | 11    |
| 6   | 26 | Daniel Pedrosa    | Repsol Honda         | Honda        | 22   | +10.820   | 5       | 10    |
| 7   | 33 | Marco Melandri    | Fortuna Honda        | Honda        | 22   | +11.784   | 12      | 9     |
| 8   | 24 | Toni Elías        | Fortuna Honda        | Honda        | 22   | +19.481   | 3       | 8     |
| 9   | 5  | Colin Edwards     | Camel Yamaha         | Yamaha       | 22   | +22.920   | 8       | 7     |
| 10  | 10 | Kenny Roberts Jr  | Team Roberts         | KR211V       | 22   | +34.286   | 10      | 6     |
| 11  | 56 | Shin'ya Nakano    | Kawasaki Racing      | Kawasaki     | 22   | +35.316   | 9       | 5     |
| 12  | 7  | Carlos Checa      | Tech 3 Yamaha        | Yamaha       | 22   | +49.245   | 14      | 4     |
| 13  | 77 | James Ellison     | Tech 3 Yamaha        | Yamaha       | 22   | +1:01.469 | 17      | 3     |
| 14  | 6  | Makoto Tamada     | Konica Minolta Honda | Honda        | 22   | +1:10.778 | 16      | 2     |
| 15  | 66 | Alex Hofmann      | Pramac d'Antín       | Ducati       | 22   | +1:22.051 | 18      | 1     |
| 16  | 30 | José Luis Cardoso | Pramac d'Antín       | Ducati       | 22   | +1:33.818 | 19      |       |

#### Ritirati
| Nº | Pilota          | Squadra         | Motocicletta | Giri | Griglia |
| -- | --------------- | --------------- | ------------ | ---- | ------- |
| 71 | Chris Vermeulen | Rizla Suzuki    | Suzuki       | 7    | 11      |
| 21 | John Hopkins    | Rizla Suzuki    | Suzuki       | 4    | 13      |
| 17 | Randy de Puniet | Kawasaki Racing | Kawasaki     | 0    | 15      |

## Classe 250

### Arrivati al traguardo
| Pos | Nº | Pilota            | Squadra                         | Motocicletta | Giri | Tempo     | Griglia | Punti |
| --- | -- | ----------------- | ------------------------------- | ------------ | ---- | --------- | ------- | ----- |
| 1   | 48 | Jorge Lorenzo     | Fortuna Aprilia                 | Aprilia      | 20   | 41:29.946 | 1       | 25    |
| 2   | 34 | Andrea Dovizioso  | Humangest Racing                | Honda        | 20   | +0.077    | 6       | 20    |
| 3   | 15 | Roberto Locatelli | Team Toth                       | Aprilia      | 20   | +19.364   | 3       | 16    |
| 4   | 80 | Héctor Barberá    | Fortuna Aprilia                 | Aprilia      | 20   | +19.398   | 2       | 13    |
| 5   | 4  | Hiroshi Aoyama    | Red Bull KTM GP 250             | KTM          | 20   | +24.051   | 8       | 11    |
| 6   | 50 | Sylvain Guintoli  | Equipe GP De France - Scrab     | Aprilia      | 20   | +28.695   | 10      | 10    |
| 7   | 19 | Sebastián Porto   | Repsol Honda                    | Honda        | 20   | +33.255   | 5       | 9     |
| 8   | 58 | Marco Simoncelli  | Squadra Corse Metis Gilera      | Gilera       | 20   | +34.214   | 13      | 8     |
| 9   | 55 | Yūki Takahashi    | Humangest Racing                | Honda        | 20   | +34.406   | 11      | 7     |
| 10  | 96 | Jakub Smrž        | Cardion AB Motoracing           | Aprilia      | 20   | +34.419   | 7       | 6     |
| 11  | 36 | Martín Cárdenas   | Wurth Honda BQR                 | Honda        | 20   | +49.121   | 21      | 5     |
| 12  | 8  | Andrea Ballerini  | TicinoHosting Campetella Racing | Aprilia      | 20   | +1:00.069 | 14      | 4     |
| 13  | 73 | Shūhei Aoyama     | Repsol Honda                    | Honda        | 20   | +1:00.633 | 16      | 3     |
| 14  | 54 | Manuel Poggiali   | Red Bull KTM GP 250             | KTM          | 20   | +1:04.619 | 9       | 2     |
| 15  | 28 | Dirk Heidolf      | Kiefer - Bos - Racing           | Aprilia      | 20   | +1:12.332 | 15      | 1     |
| 16  | 21 | Arnaud Vincent    | Arie Molenaar Racing            | Honda        | 20   | +1:13.128 | 19      |       |
| 17  | 57 | Chaz Davies       | TicinoHosting Campetella Racing | Aprilia      | 20   | +1:44.684 | 23      |       |
| 18  | 22 | Luca Morelli      | Nocable Angaia Racing           | Aprilia      | 20   | +1:59.950 | 25      |       |
| 19  | 41 | Michele Danese    | WTR Blauer USA                  | Aprilia      | 19   | +1 giro   | 26      |       |
| 20  | 85 | Alessio Palumbo   | Matteoni Racing                 | Aprilia      | 19   | +1 giro   | 24      |       |

### Ritirati
| Nº | Pilota          | Squadra                     | Motocicletta | Giri | Griglia |
| -- | --------------- | --------------------------- | ------------ | ---- | ------- |
| 24 | Jordi Carchano  | Stop And Go Racing          | Honda        | 15   | 22      |
| 16 | Jules Cluzel    | Equipe GP De France - Scrab | Aprilia      | 6    | 17      |
| 14 | Anthony West    | Kiefer - Bos - Racing       | Aprilia      | 6    | 12      |
| 23 | Arturo Tizón    | Wurth Honda BQR             | Honda        | 4    | 20      |
| 25 | Alex Baldolini  | Matteoni Racing             | Aprilia      | 3    | 18      |
| 7  | Alex De Angelis | Master - MVA Aspar          | Aprilia      | 0    | 4       |

## Classe 125

### Arrivati al traguardo
| Pos | Nº | Pilota            | Squadra                      | Motocicletta | Giri | Tempo     | Griglia | Punti |
| --- | -- | ----------------- | ---------------------------- | ------------ | ---- | --------- | ------- | ----- |
| 1   | 19 | Álvaro Bautista   | Master - MVA Aspar           | Aprilia      | 18   | 38:56.548 | 1       | 25    |
| 2   | 36 | Mika Kallio       | Red Bull KTM GP 125          | KTM          | 18   | +6.765    | 3       | 20    |
| 3   | 33 | Sergio Gadea      | Master - MVA Aspar           | Aprilia      | 18   | +6.775    | 4       | 16    |
| 4   | 75 | Mattia Pasini     | Master - MVA Aspar           | Aprilia      | 18   | +8.327    | 2       | 13    |
| 5   | 22 | Pablo Nieto       | Multimedia Racing            | Aprilia      | 18   | +14.551   | 7       | 11    |
| 6   | 55 | Héctor Faubel     | Master - MVA Aspar           | Aprilia      | 18   | +15.266   | 9       | 10    |
| 7   | 10 | Ángel Rodríguez   | 3C Racing                    | Aprilia      | 18   | +15.356   | 11      | 9     |
| 8   | 1  | Thomas Lüthi      | Elit - Caffe Latte           | Honda        | 18   | +16.236   | 15      | 8     |
| 9   | 24 | Simone Corsi      | Squadra Corse Metis Gilera   | Gilera       | 18   | +22.770   | 18      | 7     |
| 10  | 60 | Julián Simón      | Red Bull KTM GP 125          | KTM          | 18   | +23.137   | 10      | 6     |
| 11  | 14 | Gábor Talmácsi    | Humangest Racing             | Honda        | 18   | +29.516   | 6       | 5     |
| 12  | 35 | Raffaele De Rosa  | Multimedia Racing            | Aprilia      | 18   | +29.527   | 16      | 4     |
| 13  | 29 | Andrea Iannone    | TicinoHosting Campetella JNR | Aprilia      | 18   | +42.997   | 12      | 3     |
| 14  | 32 | Fabrizio Lai      | Valsir Seedorf Racing        | Honda        | 18   | +45.532   | 20      | 2     |
| 15  | 71 | Tomoyoshi Koyama  | Malaguti Ajo Corse           | Malaguti     | 18   | +58.675   | 19      | 1     |
| 16  | 18 | Nicolás Terol     | Derbi Racing                 | Derbi        | 18   | +59.145   | 28      |       |
| 17  | 41 | Aleix Espargaró   | Wurth Honda BQR              | Honda        | 18   | +1:00.762 | 23      |       |
| 18  | 15 | Michele Pirro     | WTR Blauer USA               | Aprilia      | 18   | +1:02.635 | 24      |       |
| 19  | 43 | Manuel Hernández  | Nocable Angaia Racing        | Aprilia      | 18   | +1:06.073 | 26      |       |
| 20  | 26 | Vincent Braillard | Multimedia Racing            | Aprilia      | 18   | +1:12.674 | 30      |       |
| 21  | 8  | Lorenzo Zanetti   | Skilled I.S.P.A. Racing      | Aprilia      | 18   | +1:14.590 | 13      |       |
| 22  | 38 | Bradley Smith     | Repsol Honda                 | Honda        | 18   | +1:14.885 | 22      |       |
| 23  | 53 | Simone Grotzkyj   | TicinoHosting Campetella JNR | Aprilia      | 18   | +1:16.297 | 29      |       |
| 24  | 44 | Karel Abraham     | Cardion AB Motoracing        | Aprilia      | 18   | +1:17.279 | 34      |       |
| 25  | 21 | Mateo Túnez       | Master - MVA Aspar           | Aprilia      | 18   | +1:17.320 | 25      |       |
| 26  | 17 | Stefan Bradl      | Red Bull KTM Junior          | KTM          | 18   | +1:21.292 | 33      |       |
| 27  | 37 | Joey Litjens      | Arie Molenaar Racing         | Honda        | 18   | +1:43.507 | 36      |       |
| 28  | 16 | Michele Conti     | Valsir Seedorf Racing        | Honda        | 18   | +1:46.382 | 35      |       |
| 29  | 20 | Roberto Tamburini | Matteoni Racing              | Aprilia      | 18   | +1:46.627 | 37      |       |
| 30  | 23 | Lorenzo Baroni    | Humangest Racing             | Honda        | 18   | +1:47.243 | 31      |       |

### Ritirati
| Nº | Pilota           | Squadra                  | Motocicletta | Giri | Griglia |
| -- | ---------------- | ------------------------ | ------------ | ---- | ------- |
| 52 | Lukáš Pešek      | Derbi Racing             | Derbi        | 17   | 5       |
| 12 | Federico Sandi   | SSM Racing               | Aprilia      | 5    | 14      |
| 45 | Imre Tóth        | Team Toth                | Aprilia      | 5    | 27      |
| 9  | Michael Ranseder | Red Bull KTM Junior      | KTM          | 5    | 32      |
| 11 | Sandro Cortese   | Elit - Caffe Latte       | Honda        | 2    | 17      |
| 6  | Joan Olivé       | SSM Racing               | Aprilia      | 2    | 8       |
| 63 | Mike Di Meglio   | FFM Honda Grand Prix 125 | Honda        | 1    | 21      |

### Non partito
| Nº | Pilota        | Moto     |
| -- | ------------- | -------- |
| 7  | Alexis Masbou | Malaguti |